# Unione Sportiva Livorno 1950-1951
Questa voce raccoglie le informazioni riguardanti l'Unione Sportiva Livorno nelle competizioni ufficiali della stagione 1950-1951.

## Stagione
Cambio alla presidenza amaranto, a Luigi Nesti subentra Gaetano D'Alesio. Nuovo anche l'allenatore Alfonso Ricciardi. Sul fronte arrivi si registrano quelli di Mario David, futuro nazionale azzurro, e del danese Leif Petersen, tornano in amaranto Guido Tieghi e Igino Balestra. La squadra labronica disputa il campionato di Serie B e ottiene il terzo posto in classifica in coabitazione con il Modena a 47 punti. Prima la Spal con 58 punti, seconda il Legnano con 54 punti entrambi promossi in Serie A.

## Rosa
| N. |                   | Ruolo | Calciatore         |
| -- | ----------------- | ----- | ------------------ |
|    | Italia (bandiera) | C     | Ennio Aliverti     |
|    | Italia (bandiera) | C     | Igino Balestra     |
|    | Italia (bandiera) | A     | Fabrizio Bartolini |
|    | Italia (bandiera) | C     | Astolfo Benini     |
|    | Italia (bandiera) | A     | Enrico Candiani    |
|    | Italia (bandiera) | D     | Ennio Cardoni      |
|    | Italia (bandiera) | A     | Michele Catalano   |
|    | Italia (bandiera) | C     | Mario David        |
|    | Italia (bandiera) | C     | Alberto Fommei     |
|    | Italia (bandiera) | C     | Bruno Ghezzani     |
|    | Italia (bandiera) | C     | Antonio Ivaldi     |

| N. |                      | Ruolo | Calciatore          |
| -- | -------------------- | ----- | ------------------- |
|    | Italia (bandiera)    | P     | Gino Merlo          |
|    | Italia (bandiera)    | C     | Enrico Monticelli   |
|    | Italia (bandiera)    | A     | Vincenzo Orlando    |
|    | Danimarca (bandiera) | A     | Leif Petersen       |
|    | Italia (bandiera)    | A     | Duilio Rizzato      |
|    | Italia (bandiera)    | D     | Pietro Salvador     |
|    | Italia (bandiera)    | D     | Alfredo Simonti     |
|    | Italia (bandiera)    | A     | Guido Tieghi        |
|    | Italia (bandiera)    | D     | Mauro Tuccini       |
|    | Italia (bandiera)    | D     | Francesco Varicelli |
|    | Italia (bandiera)    | A     | Alberto Visintin    |

## Risultati

### Campionato

#### Girone di andata
| Arbitro: | Gentile (Catanzaro) |

|                              |           |           |
| Tieghi 63’ Benini 78’ (rig.) | Marcatori | 35’ Brach |

| Arbitro: | Corallo (Lecce) |

|                          |           |                       |
| Orlando 66’ Catalano 70’ | Marcatori | 46’ Usberti 88’ Klein |

| Arbitro: | Bergomi (Milano) |

|                          |           |  |
| Frignani 47’ Cafasso 51’ | Marcatori |  |

| Livorno 20 dicembre 1992 4ª giornata | Livorno         | 0 – 0 | Pisa | Stadio Ardenza\| Arbitro: \| Cicardi (Lecco) \| |
| Arbitro:                             | Cicardi (Lecco) |       |      |                                                 |

| Arbitro: | Righi (Milano) |

|              |           |                                       |
| Tavellin 79’ | Marcatori | 58’ Bartolini 69’ Orlando 89’ Rizzato |

| Arbitro: | Marchese (Napoli) |

|                   |           |                  |
| Benini 37’ (rig.) | Marcatori | 23’ (rig.) Lenci |

| Arbitro: | Camiolo (Milano) |

|  |           |                          |
|  | Marcatori | 10’ Bartolini 77’ Tieghi |

| Arbitro: | Savio (Torino) |

|              |           |  |
| Catalano 74’ | Marcatori |  |

| Arbitro: | Franzi (Vercelli) |

|                                             |           |                            |
| Bertoloni 3’ Giorgetti 37’ 62’ Castaldo 84’ | Marcatori | 30’ Catalano 60’ Bartolini |

| Arbitro: | Marchese (Napoli) |

|                  |           |             |
| Micheloni 4’ 26’ | Marcatori | 52’ Rizzato |

| Arbitro: | Corallo (Lecce) |

|                                           |           |  |
| Rizzato 1’ 49’ Catalano 50’ Bartolini 89’ | Marcatori |  |

| Arbitro: | Tibaldi (Savona) |

|            |           |             |
| Danova 35’ | Marcatori | 85’ Rizzato |

| Arbitro: | Rigato (Mestre) |

|              |           |  |
| Petersen 29’ | Marcatori |  |

| 10 dicembre 1950 14ª giornata |  | – Turno di riposo LIVORNO |  |  |

| Arbitro: | Corallo (Lecce) |

|                                 |           |  |
| Rosignoli 12’ 20’ Trevisani 52’ | Marcatori |  |

| Arbitro: | Maurelli (Roma) |

|                            |           |             |
| Candiani 22’ Bartolini 64’ | Marcatori | 44’ Marzani |

| Arbitro: | Buratti (Milano) |

|                          |           |  |
| Benini 71’ Bartolini 86’ | Marcatori |  |

| Arbitro: | Savio (Torino) |

|                                           |           |            |
| Sega 5’ Frasi 17’ Sega 23’ Zamperlini 74’ | Marcatori | 68’ Fommei |

| Modena 14 gennaio 1951 19ª giornata | Modena             | 0 – 0 | Livorno | Stadio Comunale\| Arbitro: \| Valsecchi (Milano) \| |
| Arbitro:                            | Valsecchi (Milano) |       |         |                                                     |

| Arbitro: | Carpani (Milano) |

|             |           |                   |
| Rizzato 48’ | Marcatori | 40’ 76’ Quaresima |

| Arbitro: | Righi (Milano) |

|                                |           |                           |
| Fiumi 18’ Nevano 51’ Reddi 54’ | Marcatori | 19’ Candiani 20’ Petersen |

#### Girone di ritorno
| Arbitro: | Occhinegro (Taranto) |

|                                                           |           |                 |
| Koenig 37’ (rig.) Giorgioni 69’ Marchetto 73’ Voglino 85’ | Marcatori | 1’ (aut.) Bassi |

| Arbitro: | Maurelli (Roma) |

|                       |           |               |
| Randon 59’ (rig.) 72’ | Marcatori | 28’ Bartolini |

| Arbitro: | Buratti (Milano) |

|                                   |           |            |
| Rizzato 39’ Bartolini 49’ 55’ 85’ | Marcatori | 64’ Vicari |

| Arbitro: | Righi (Milano) |

|  |           |                                              |
|  | Marcatori | 10’ Ghezzani 62’ Rizzato 89’ (aut.) Nicolini |

| Arbitro: | Morielli (Genova) |

|                           |           |              |
| Bartolini 8’ Ghezzani 25’ | Marcatori | 29’ Tavellin |

| Arbitro: | Piemonte (Monfalcone) |

|  |           |              |
|  | Marcatori | 27’ Ghezzani |

| Arbitro: | Corallo (Lecce) |

|                                        |           |          |
| Rizzato 38’ Bartolini 59’ Catalano 61’ | Marcatori | 33’ Zian |

| Arbitro: | Rigato (Mestre) |

|                               |           |             |
| Bertoni 48’ 64’ Pravisano 67’ | Marcatori | 75’ Rizzato |

| Arbitro: | Piemonte (Monfalcone) |

|                         |           |  |
| Benini 6’ Bartolini 44’ | Marcatori |  |

| Arbitro: | Buratti (Milano) |

|                                                         |           |               |
| Bartolini 4’ 33’ Rizzato 37’ Ghezzani 40’ Bartolini 74’ | Marcatori | 15’ Micheloni |

| Arbitro: | Canavesio (Torino) |

|              |           |               |
| Bassetti 39’ | Marcatori | 47’ Bartolini |

| Arbitro: | Arpaia (Roma) |

|                           |           |  |
| Bartolini 26’ Rizzato 78’ | Marcatori |  |

| Arbitro: | Marchese (Napoli) |

|                                   |           |               |
| Canonico 31’ Vörös 42’ Fabian 69’ | Marcatori | 13’ Bartolini |

| 6 maggio 1951 35ª giornata |  | – Turno di riposo LIVORNO |  |  |

| Arbitro: | Gamba (Napoli) |

|                   |           |                                      |
| Ivaldi 37’ (rig.) | Marcatori | 40’ (rig.) Colombi 75’ (aut.) Ivaldi |

| Arbitro: | Coppolone (Bari) |

|            |           |                                            |
| Cesari 64’ | Marcatori | 4’ (aut.) Antozzi 50’ Orlando 82’ Catalano |

| Arbitro: | Buratti (Milano) |

|                         |           |                           |
| Broccini 56’ Nordio 90’ | Marcatori | 34’ Ghezzani 87’ Balestra |

| Arbitro: | Poggipollini (Ferrara) |

|                          |           |             |
| Rizzato 27’ Balestra 79’ | Marcatori | 32’ Pernigo |

| Arbitro: | Pieri (Trieste) |

|                           |           |                    |
| Ghezzani 18’ Catalano 67’ | Marcatori | 9’ 17’ Brighenti I |

| Arbitro: | Canavesio (Torino) |

|           |           |               |
| Gozzi 13’ | Marcatori | 64’ Bartolini |

| Arbitro: | Valsecchi (Milano) |

|              |           |  |
| Ghezzani 63’ | Marcatori |  |

## Statistiche

### Statistiche di squadra
| Competizione | Punti | In casa | In casa | In casa | In casa | In casa | In casa | In trasferta | In trasferta | In trasferta | In trasferta | In trasferta | In trasferta | Totale | Totale | Totale | Totale | Totale | Totale | DR  |
| Competizione | Punti | G       | V       | N       | P       | Gf      | Gs      | G            | V            | N            | P            | Gf           | Gs           | G      | V      | N      | P      | Gf     | Gs     | DR  |
| ------------ | ----- | ------- | ------- | ------- | ------- | ------- | ------- | ------------ | ------------ | ------------ | ------------ | ------------ | ------------ | ------ | ------ | ------ | ------ | ------ | ------ | --- |
| Serie B      | 47    | 20      | 14      | 4       | 2       | 40      | 16      | 20           | 5            | 5            | 10           | 27           | 37           | 40     | 19     | 9      | 12     | 67     | 53     | +14 |

### Statistiche dei giocatori
| Giocatore     | Serie B  | Serie B |
| Giocatore     | Presenze | Reti    |
| ------------- | -------- | ------- |
| E. Aliverti   | 5        | 0       |
| I. Balestra   | 23       | 2       |
| F. Bartolini  | 35       | 20      |
| A. Benini     | 33       | 4       |
| E. Candiani   | 8        | 2       |
| E. Cardoni    | 9        | 0       |
| M. Catalano   | 30       | 7       |
| M. David      | 1        | 0       |
| A. Fommei     | 35       | 1       |
| B. Ghezzani   | 23       | 7       |
| A. Ivaldi     | 37       | 1       |
| G. Merlo      | 40       | -53     |
| E. Monticelli | 1        | 0       |
| V. Orlando    | 22       | 3       |
| L. Petersen   | 8        | 2       |
| D. Rizzato    | 31       | 13      |
| P. Salvador   | 15       | 0       |
| A. Simonti    | 38       | 0       |
| G. Tieghi     | 17       | 2       |
| M. Tuccini    | 1        | 0       |
| F. Varicelli  | 24       | 0       |
| A. Visintin   | 4        | 0       |